# G3 (gira)

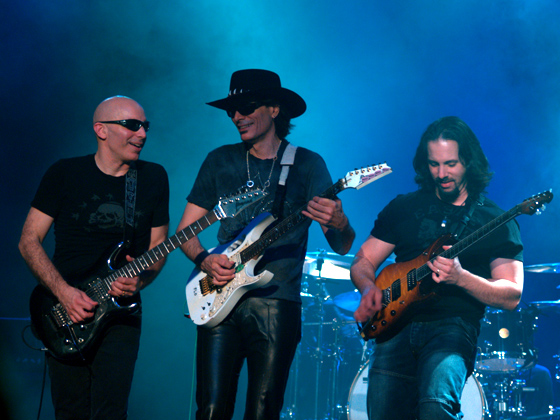
Joe Satriani, Steve Vai, John Petrucci en Melbourne, diciembre de 2006

G3 es un evento casi anual de música en vivo creado por Joe Satriani en 1996, en el cual participan numerosos guitarristas selectos de la generación.

## Historia
Fue en 1996 cuando Joe Satriani se dispuso a hacer una gira por toda Europa gracias a su amigo Steve Vai quien lo incentivó, y de esta manera, lo ayudó a salir de un estado depresivo por el que cruzaba en aquella época, para reunir así en una tríada a los mejores guitarristas del mundo.
Casi cada año, el tour es organizado y producido por ellos mismos.
Han destacado figuras de la talla de Eric Johnson, Marty Friedman,  Robert Fripp (King Crimson), Michael Cusson, Adrian Legg, Michael Schenker (UFO, MSG), John Petrucci (Dream Theater), Andy Timmons, Paul Gilbert (Racer x Mr. Big), Steve Morse (Dixie Dregs, Kansas, Deep Purple), Billy Gibbons (ZZ Top), Yngwie Malmsteen.

## Cronología de músicos invitados
- Joe Satriani (1996, 1997, 1998, 2000, 2001, 2003, 2004, 2005, 2006, 2007, 2012, 2018).
- Steve Vai (1996, 1997, 2000, 2001, 2003, 2004, 2005, 2006, 2012)
- Eric Johnson (1996, 2000, 2006).
- Adrian Legg (1997)
- Robert Fripp (1997, 2004), miembro de King Crimson.
- Billy Gibbons (1997), miembro de ZZ Top.
- Kenny Wayne Shepherd (1997).
- Michael Schenker (1998), miembro de UFO.
- Uli Jon Roth (1998), miembro de Scorpions.
- Andy Timmons (2001).
- Steve Morse (2001, 2012), miembro de Deep Purple.
- John Petrucci (2001, 2005, 2006, 2007, 2012, 2018), miembro de Dream Theater.
- Paul Gilbert (2007).
- Yngwie Malmsteen (2003, 2004).
- Steve Lukather (2001),(2012), miembro de Toto
- Tony Mac Alpine (2004, 2005)
- Marty Friedman 2005, exmiembro de Megadeth, participó en la gira por Asia, aunque no salió en el DVD.
- The Aristocrats (Guthrie Govan, Bryan Beller y Marco Minnemann. (2016)
- Alejandro Silva (2004)

## Material editado
- G3 Live in Concert (Joe Satriani, Eric Johnson, Steve Vai) (1996) (CD-DVD)
- G3 Live in Denver  (Joe Satriani,  Steve Vai,  Yngwie Malmsteen)  (2003) (DVD)
- G3: Rockin' in the Free World (Joe Satriani,  Steve Vai,  Yngwie Malmsteen)  (2004) (CD)
- G3 Live in Tokyo (Joe Satriani, Steve Vai, John Petrucci, Mike Portnoy) (2005) (CD-DVD)